# Instytut Filologii Słowiańskiej Uniwersytetu Jagiellońskiego
Instytut Filologii Słowiańskiej Uniwersytetu Jagiellońskiego w Krakowie – jednostka dydaktyczno-naukowa należąca do struktur Wydziału Filologicznego Uniwersytetu Jagiellońskiego. Najstarsza slawistyka w Polsce. Pierwsze slawistyczne wykłady Jerzego Samuela Bandkiego miały miejsce w 1817 roku.

## Kierunki kształcenia
W Instytucie Filologii Słowiańskiej kształcenie odbywa się na pięciu kierunkach: filologia bułgarska, chorwacka, czeska, słowacka, serbska. Dodatkowe języki słowiańskie to rosyjski, macedoński i słoweński.

## Władze[2]
- Dyrektor: prof. dr hab. Maciej Czerwiński
- Wicedyrektor: dr Dorota Bielec

## Poprzedni dyrektorzy
- 2012–2020 dr hab. Magdalena Dyras
- 2008–2012 dr hab. Celina Juda
- 2000-2008: prof. dr hab. Jacek Baluch
- 1992-2000: prof. dr hab. Julian Kornhauser

## Związani z IFS UJ
Z Instytutem Filologii Słowiańskiej związani byli wybitni uczeni, tacy jak: Lucjan Malinowski, Kazimierz Nitsch, Marian Zdziechowski, Jan Niecisław Baudouin de Courtenay, Jan Łoś, Jan Rozwadowski, Tadeusz Lehr-Spławiński, Mieczysław Małecki, Tadeusz Stanisław Grabowski, Tadeusz Milewski, Vilim Frančić, Franciszek Sławski, Maria Honowska, Zdzisław Niedziela, Kazimierz Polański, Teresa Zofia Orłoś, Jerzy Rusek, Henryk Wróbel, Leszek Bednarczuk, Roman Laskowski, Wacław Twardzik, Wiesław Boryś, Aleksander Naumow, Barbara Oczkowa, Julian Kornhauser, Jacek Baluch, Maria Dąbrowska-Partyka.

## Adres
- ul. Ingardena 3, 30-060 Kraków